# カンラン
カンラン（寒蘭、学名：Cymbidium kanran）は、単子葉植物ラン科シュンラン属の1種。本州南部以南の森林内に自生する。東洋ランとして栽培され、野生個体はほとんど見られないほど減少している。

## 特徴
地面に根を広げる、地生蘭である。
日本産のランの中では大柄なもののひとつで、よく育ったものは草丈が1m位にまでなる。茎は球形の偽球茎となる。匍匐茎はなく、株立ちになる。葉は細長く、やや堅く、上に向かって伸び、ゆるやかに曲がって、その先端はほぼ横を向く。葉は深緑で、つやがあり、表面も縁も滑らかである。根は太く、長い。春蘭との葉の違いは、葉先のギザギザの存在より、葉を透かして見ると樋の左右にある平行に走る濃い筋が有るか無いかで判別できる。
花は10月から1月頃までかけて咲く。寒の時期に咲くためカンラン（寒蘭）と呼ぶ。花茎は偽球茎の基部から伸びる。花茎は細くて堅く、葉を抜き出る。茎に沿って花を数輪～十数輪つける。花弁は細長く、先がとがる。外三弁はやや大きくて外に張り、内二弁はやや小柄。花色は変化に富み、普通は緑色に赤っぽい筋やぼかしが入る。赤っぽいものや黄色のものもある。唇弁は小振りで、白～黄色みを帯び、普通は赤い小斑がある。
花を鑑賞するために採取され、栽培される。特に鑑賞価値を認められたものは東洋ランのひとつ、寒蘭の品種として認められる。

## 分布
本州の紀伊半島から南の四国、九州、琉球列島にかけて分布する。北限では、静岡県大井川の島田市上流域、及び伊豆半島天城山でも確認されている。ただし、現在では乱獲のため、自生を見ることはほとんどできない。多くのラン科植物が乱獲の対象になっているが、特にカンランは山草ブーム以前から乱獲の対象になっていた。これは、この種の分布域が狭く、個体数がもともと少ない上、栽培がやや難しいこともあって、よい品種には大変高い値がついて取引されたことにもよる。
採集者の間ではよい品種の坪（出現地点における生息場所）の情報がやり取りされ、徹底的に採集がなされた。採取の始まったころは、花の香りで蘭のありかを探したと伝えられるが、そのような状況はすぐになくなり、昭和30ー40年代には、すでに寒蘭採集は地面を透かして、長さ数cmの葉をつけた株を探す作業であった。昭和の終わりころには地面にはいつくばって地表に姿を見せた葉先を探したとも言う。さらにその後は、これという場所を決め、土を掘って篩にかけ、地下茎を探すこともあるようである。最盛期には、高知県の有名産地で、地元小学生を総動員して、山麓から上に向けて耕して探したとの伝説があり、そのために山容が変わったとさえ言われる。
現在、日本国内において花が咲いている株を野外で探すのは非常に難しい。しかしごく最近、高知県、熊本県などで花付きの株の発見情報もあるが、このような個体が見つかることは希であり、絶滅しないのが不思議な状況と言える。ただ、この類は、種子の発芽の後、菌根に頼って地下で過ごす期間が長く、発見しづらい点もある。
一方で、ホルモン化して生き残っていた物が、植林の伐採などによる環境の改善で再び新芽が出てきて、新たな生息地として復活している場所も少しある。

## 人工増殖
現在では野生からの新規供給が困難になっているため、新品種獲得を目的として種子からの人工繁殖も試みられるようになってきた。
本種は発芽初期には、地中で共生菌（現在のところ同定されていないが、近縁種の事例から外生菌根菌（＝樹木の共生菌、人工培養が困難）の可能性が推測されている）から養分提供をうけて寄生生活をおくる。そのため鉢などに播いて発芽に成功した報告は確認できない。しかし人工交配により得られた種子を自生地に播く、いわゆる「山播き」をすれば実生苗が得られることが趣味家の間で経験的に知られている。産地の異なる品種の種子が播かれることによって分布域が攪乱されることが危惧されるが、実生苗は播種者以外からも採取されてしまうので野生化する余地がなく、現実的な問題はおきていない。（交配実生が野生採取個体として栽培流通している可能性はあるが、確認する手段がない）
実用的には得られた種子を無菌播種により培養して苗を得るほうが確実性がある。生育が遅く、播種から開花まで10年以上を要することもあるため営利目的で行われることは稀だが、趣味的・実験的に播種される数量は少なくはないようだ。（統計資料が存在しないため正確な数量は不明だが、全国的にかなりの数の人工増殖苗が販売流通している。）近年になって人工交配個体の開花報告も増加してきており、業界的にも交配品種を無視することは難しい状況になっている。

## 保全状況評価
絶滅危惧IB類 (EN)（環境省レッドリスト）
2007年までの環境省レッドリストでは絶滅危惧IA類に指定されていたが、2012年には絶滅危惧IB類と評価された。